# System 1
System 1，原名Macintosh系统软件（英語：Macintosh System Software），是蘋果公司推出的首款Macintosh操作系统，属于经典Mac OS系列。1984年1月24日，System 1随首款Macintosh系列个人计算机Macintosh 128K发布。

## 功能
這個操作系統引入了許多功能，有些甚至仍然存在於當前的macOS，還有一些存在於其他圖形操作系統，如Microsoft Windows。
System 1的功能包括Finder和菜單欄。 除此之外，它還推廣了圖形用戶界面和桌面比擬。
雖然有可以在加載另一個應用程序時運行的桌面小工具，但由於有限的RAM和在原始的Macintosh缺乏內部硬盤，無法同時執行多个任務與多個應用程序。 此外，當計算機關閉或應用程序加載時（退出Finder），“垃圾桶”中的項目將被永久刪除。

### 菜單欄
菜單欄是操作系統的一個新的部分。 與在Apple Lisa操作系統上找到的類似，Macintosh菜單欄在桌面上有5個基本標題：Apple菜單、檔案、編輯、檢視和特殊。
在Finder中，Apple菜單包含“關於Finder”信息以及桌面小工具。 “檔案”有下拉菜單，如打開，彈出和關閉。 “編輯”有下拉菜單，用於剪下、複製和貼上。 “特殊”負責管理硬件和其他系統功能，並始終是Finder中菜單欄上最右邊的條目。 在System 1中，菜單有與清空垃圾桶，清理桌面和磁盤選項等相關的項目。

### 桌面小工具
System 1帶有多個桌面配件（DA，Desktop Accessories）。這些包括鬧鐘、計算器、控制面板、鍵帽、記事本、拼圖和剪貼簿。桌面附件和正常應用程序之間的區別是，多個桌面附件可以同時運行，而不是一次只能運行一個的應用程序。除此之外，桌面配件可以在應用程序之上運行。
- 鬧鐘 - 該小工具可以像鬧鐘一樣使用，因為計算機會發出蜂鳴聲，並且當達到鬧鐘的設定時間時，菜單欄會閃爍。它也可以用作更改/設置計算機上的時間和日期的更簡單的方法。打開時，它將顯示在計算機上設置的時間和日期
- 計算器 - 它是一個基本的計算器，能夠進行加、減、乘和除法。它具有10個基本的按鈕用於輸入
- 控制面板 - 控制面板用於調整計算機上的某些設置，通過使用符號來表示。它可以用於調整設置，如音量，雙擊速度，鼠標靈敏度和桌面背景。在Macintosh 128K，Macintosh 512K（英语：Macintosh 512K）和Macintosh Plus（英语：Macintosh Plus）上，屏幕亮度由屏幕下方的機械調節輪控制
- 鍵帽 - 此工具用於顯示原始Macintosh鍵盤的佈局。它沒有顯示當鍵與特殊字符（Command，Shift，Option）一起推送時發生的情況。
- 筆記本 - 一個筆記將文本保存到軟盤上的工具
- 拼圖 - 這是一個基本的1-15塊拼圖，類似於在更高版本的Mac OS中的圖片拼圖
- 剪貼簿 - 這個類似於剪切、複製和粘貼庫。使用者可以存儲文本選擇和照片，然後可以轉移到其他應用程序